# Troki (obraz Stanisława Masłowskiego)
Troki – obraz – akwarela, o wymiarach 33,6 × 42,6 cm, polskiego malarza Stanisława Masłowskiego (1853–1926) z 1904 roku, sygnowana: „Troki. 1904. ST. MASŁOWSKI”, znajdująca się (2022) w zbiorach Muzeum Narodowego w Warszawie – nr inwent.: MNW_ryspol159234Obraz w rejestrze zbiorów Muzeum Narodowego w Warszawie występuje pod nazwą „Kinesa karaimska w Trokach” Obraz ten występował również pod nazwami: „Widok karaimskiego brzegu” robiony z jeziora i „Pejzaż z Trok”.

## Opis
Obraz namalowany techniką akwarelową, o wymiarach: 33,6 × 42,6 cm. Jest to pejzaż sygnowany u dołu po prawej: „Troki. 1904. ST. MASŁOWSKI” – malowany zza jeziora przedstawiający widok na karaimską część miejscowości Troki. Górną część – co najmniej 50% płaszczyzny obrazu – zajmuje wypełnione malowniczymi obłokami niebo o zabarwieniu szaro-błękitnym. Poniżej widoczny jest szereg zabudowań mieszkalnych (z zaznaczonymi sylwetkami kominów) i drobnych budynków gospodarczych, ogrodzonych sztachetami i – pośrodku – wyniosła, zwieńczona wieżyczką kienesa. Tak zaznaczonej zabudowie towarzyszy dość ubogie zadrzewienie, nie przekraczające na ogół poziomu dachów. Poniżej widoczna jest płaszczyzna o przeważającej zielonej tonacji, na którą składają się oddzielone parkanami, schodzące do jeziora ogródki. Dolna część akwareli – to płaszczyzna lekko sfalowanej wody, zaznaczonej drobnymi niebieskimi pociągnięciami pędzla. Ponad sygnaturą widoczne są przycumowane do brzegu łódki.

## Dane uzupełniające
Obraz powstał na przełomie XIX/XX stulecia, jako dzieło pięćdziesięcioletniego artysty – w latach jego dojrzałej, choć wciąż nader dynamicznie rozwijającej się twórczości. Pochodzi on z lat jej szybkich zmian – w okresie „burzy i fermentu” – podczas przejścia (jak to określił syn malarza – historyk sztuki) przez impresjonizm, kiedy to jego obraz „Rynek w Kazimierzu” na Wystawie Światowej w Paryżu (w 1900) został odznaczony medalem, a następnie jego porzucenia – w poszukiwaniu własnej indywidualnej formy.
Warunki tworzenia obrazu charakteryzuje list do żony artysty z Trok – datowany 16 września 1904 roku. Pisał w nim: „Maluję bardzo wiele, gdyż po bliższym rozpatrzeniu się okazuje się tu bardzo dużo dobrych motywów [...] Tutaj mamy wciąż pogodę dobrą, lecz od paru dni chłód przejmujący tak, że kiedy wracam z zamku czółnem o jakiej 8 wieczorem, marznę do kości.[...]

## Literatura
- Stanisław Masłowski: Materiały do życiorysu i twórczości, oprac. Maciej Masłowski”, Wrocław, 1957, wyd. „Ossolineum”.
- Masłowski Stanisław (1853-1926), hasło w: Polski Słownik Biograficzny, Wrocław – Warszawa – Kraków – Gdańsk, 1975, wyd. „Ossolineum”, tom XX/1, zesz.84, s. 130.
- Stanisław Masłowski: Akwarele – 12 reprodukcji barwnych”, Warszawa 1956, ze wstępem Macieja Masłowskiego, wyd. „Sztuka”.